# Coetus
Coetus es una orquesta de percusión ibérica fundada en 2008 por el percusionista Aleix Tobias y con sede en Barcelona. 

## Trayectoria artística
Integrada originalmente solo por percusionistas y la voz de Eliseo Parra hasta 2016, posteriormente la orquesta contó con tres cantantes (Carles Dénia, Rusó Sala y Ana Rossi), once percusionistas e instrumentos armónicos y melódicos: Xavi Lozano en los aerófonos, Guillem Aguilar al bajo, Mario Mas a la guitarra y Martí Serra en los saxos soprano y tenor. La banda fomenta y difunde la música tradicional y los instrumentos musicales utilizados en las diversas culturas de España y Portugal.
En 2016 Eliseo Parra abandona Coetus y Carles Dénia se incorpora como voz cantante. También han formado parte de Coetus las cantantes Sílvia Pérez Cruz, Judit Neddermann, Carola Ortiz y Anna Ferrer Coll y los percusionistas Ramon Rodríguez y Marc Vila y han realizado espectáculos conjuntos con Raúl Rodríguez y con Juan Quintero y Luna Monti, y Pau Riba ha colaborado en un recitado de su disco De banda a banda, el grupo ha colaborado también con Marina Rossell en la grabación de su CD-DVD "Marina Rossell al Liceu en 2008".
Los miembros de Coetus en 2020 son los percusionistas Aleix Tobias, Anna Tobias, Bernat Torras, Fran Lucas, Alberto Carreño, Bernat Torras, Angelo Manhenzane, Martí Hosta, Dídac Ruiz, Mariona del Carmen y Acari Bertran, los cantantes Carles Dénia, Rusó Sala y Ana Rossi, los instrumentistas Xavi Lozano, Guillem Aguilar, Mario Mas y Martí Serra y el técnico de sonido Andreu Hernández.

## Discografía
Discografía propia
- Coetus (Temps Record, 2009)
- Entre tierras (Temps Record, 2012)
- De banda a banda (Satélite K, 2018)

Colaboraciones
- Sílvia Pérez Cruz, 11 de novembre (Universal, 2012). Colaboración en la canción "O meu amor é Glòria"
- Venancio y los Jóvenes de Antaño, Libre albedrío (Microscopi, 2019). Colaboración en la canción "Trapillo"